# 9841 Mašek
(9841) Mašek, denumire internațională (9841) Masek, este un asteroid din centura principală de asteroizi.

## Descriere
9841 Mašek este un asteroid din centura principală de asteroizi. A fost descoperit pe 18 octombrie 1988 la Observatorul Kleť de Zdeňka Vávrová. Asteroidul prezintă o orbită caracterizată de o semiaxă mare de 2,19 ua, o excentricitate de 0,16 și o înclinație de 2,2° în raport cu ecliptica.